# Vuelo 783 de BOAC
El 2 de mayo de 1953, el vuelo 783 de BOAC, un avión a reacción de Havilland Comet registrado como G-ALYV y operado por British Overseas Airways Corporation, sufrió una ruptura en el aire y se estrelló después de encontrarse con una fuerte borrasca, poco después de despegar de Calcuta (ahora Kolkata), India. Los 43 pasajeros y tripulantes a bordo murieron.
El accidente fue seguido en menos de un año por otros dos accidentes fatales que involucraron fallas estructurales de aviones Comet: el vuelo 781 de BOAC y el vuelo 201 de South African Airways, después de lo cual toda la flota quedó en tierra hasta que se llevó a cabo un amplio rediseño del tipo, lo que condujo al desarrollo de la versión Comet 2.

## Historia del vuelo
El vuelo 783 partió de Singapur con destino a Londres. Tras una escala programada en el Aeropuerto Dum Dum de Calcuta (actual Aeropuerto Internacional Netaji Subhas Chandra Bose), El avión partió el 2 de mayo a las 16:29 hora local (10:59 GMT) en su siguiente segmento a Delhi.
Seis minutos después del despegue, mientras el avión ascendía a 7500 pies (2286 m), se perdió el contacto por radio con el control de tráfico aéreo. Casi al mismo tiempo, testigos en tierra cerca del pueblo de Jagalgori, a unas 25 millas (40 km) al noroeste de Calcuta, observaron que el avión caía en llamas. En la zona se registraron fuertes lluvias y tormentas eléctricas.
Los restos del G-ALYV fueron encontrados posteriormente esparcidos a lo largo de un recorrido de 5 millas (8 km), con las partes principales aún en llamas. No hubo supervivientes.

## Víctimas
Las 43 personas a bordo eran 6 tripulantes y 37 pasajeros. El informe oficial indica que de los pasajeros habían: 31 británicos, tres estadounidenses, dos birmanos y un filipino a bordo.Entre las víctimas se encontraban el político australiano Trevor Oldham y su esposa.En el informe, los Oldham aparecen como ciudadanos británicos.

## Investigación
La investigación posterior determinó que, tras encontrarse con una borrasca, la aeronave "sufrió una falla estructural en el aire que provocó un incendio". La causa probable de la falla fue informada como "sobreesfuerzo que resultó de: ráfagas severas encontradas en la tormenta eléctrica, o control excesivo o pérdida de control por parte del piloto al volar a través de la tormenta eléctrica".
Los investigadores también recomendaron "considerar si es necesaria alguna modificación en la estructura del Comet".